# Gneu Domici Ahenobarb (cònsol 122 aC)
Gneu Domici Ahenobarb (en llatí Gneus Domitius Cn. F. Cn. N. Ahenobarbus) va ser un magistrat romà. Formava part dels Ahenobarbs, una branca plebea de la gens Domícia.
Era fill del cònsol del 162 aC Gneu Domici Ahenobarb i va ser elegit cònsol l'any 122 aC amb Gai Fanni Estrabó. El senat el va enviar contra els al·lòbroges de la Gàl·lia perquè havien acollit al rei dels sal·luvis, Teutomali, enemic de Roma, que havia devastat el país dels hedus (aliats romans). L'any 121 aC va derrotar els al·lòbroges i el seu aliat, Bituitus, rei dels arverns, prop de Vindalum o Vindalium, allà on el Roine s'uneix al Sulga, batalla que va guanyar sobretot degut al terror que van causar els elefants. En commemoració va erigir trofeus i monuments recordatoris i va anar en processó per la província portant un elefant. L'any 120 aC va rebre els honors del triomf. Va ser censor el 115 aC junt amb Cecili Metel i va expulsar 32 persones del senat. Va ser també Pontífex. La seva obra més coneguda és la via Domícia a la Gàl·lia, una via que ell va fer construir.